# Stadtkrankenhaus Schwabach
Das Stadtkrankenhaus Schwabach ist ein Krankenhaus in Schwabach der Grund- und Regelversorgung. Seit 2017 ist Träger des ehemals kommunal geführten Hauses Diakoneo.
Der damalige Neubau aus dem Jahr 1938 mit 94 Betten ersetzte den Vorgängerbau aus dem Jahr 1851. Im Jahr 1953 folgten weitere Umbauten, eine Aufstockung des Gebäudes und eine Erweiterung der Betten auf 140. 1957 erfolgte eine weitere Erweiterung um eine neue Operationsabteilung und Enbindungstation, die Bettenzahl erreicht den Höchststand von 223 betriebenen Betten. Im Jahr 1963 entstand ein zweiter Standort des Krankenhauses, in dem ausgelagert infektiöse Patienten versorgt wurden. Die Infektionsabteilung wurde aber 1980 wieder abgerissen, die Patienten im Haupthaus mit versorgt. In den 1990er Jahren begann der Neubau des Klinikums, der 1998 abgeschlossen wurde. Insbesondere die lichtdurchfluteten Rotunden prägten das Erscheinungsbild des Hauses. Es bot nun 180 Planbetten und besaß Fachabteilungen für Innere Medizin, Unfall- und Allgemein-Chirurgie, Anästhesiologie und die Belegabteilung Hals-Nasen-Ohren-Heilkunde. Der Verwaltungstrakt und neue Eingangsbereis des Krankenhauses wird schließlich 2000 fertig gestellt und 2005 eröffnete das Pflegezentrum Schwabach.
Im Jahr 2014 wurde die Hauptabteilung Gynäkologie und Geburtshilfe aus Kostengründen geschlossen, die Bettenzahl des Hauses sank auf 170 betriebene Betten. Zuletzt (2025) hatte das Krankenhaus folgende Hauptabteilungen: Allgemein- und Viszeralchirurgie, Orthopädie und Unfallchirurgie, Innere Medizin, Anästhesiologie und Intensivmedizin, Akutgeriatrie und Neurologie. Als Belegabteilung wurde der Fachbereich Hals-, Nasen-, Ohrenheilkunde betrieben.
In den medizinischen Fachabteilungen wurden 2022 über 5.548 Patienten stationär und 11.575 ambulant versorgt.
Das Stadtkrankenhaus Schwabach war Lehrkrankenhaus der Friedrich-Alexander-Universität Erlangen-Nürnberg.
Dem Haus angeschlossen ist eine Berufsfachschule für Krankenpflege.
Im Jahr 2017 übernahm Diakoneo das kommunal geführte Haus, das finanziell in die Schieflage gekommen war. Die Stadt Schwabach behielt 25 Prozent der Anteile des Hauses. Eine Fusion der Kliniken Neuendettelsau und Schwabach scheiterte im Jahr 2022 an rechtlichen Gründen und führte zur Schließung des Standortes in Neuendettelsau Ende 2023. Im Februar 2025 gab Diakoneo gegenüber der Presse bekannt, dass sie das Krankenhaus im Bieterverfahren verkaufen möchte. Zuvor hatte die Stadt ihre 25 Prozent für einen symbolischen Preis von 1 Euro an Diakoneo abgegeben, um den Verkauf erleichtern zu können. Am 14. Juli 2025 wurde bekannt, dass die gGmbH am 11. Juli 2025 Insolvenz angemeldet hat.

## Adipositaschirurgie
Im Stadtkrankenhaus Schwabach wurde im März 2011 der deutschlandweit erste zertifizierte Magenschrittmacher eingepflanzt. Es ist eines von 33 durch die CAADIP, einen Arbeitskreis der deutschen Gesellschaft für Allgemein- und Viszeralchirurgie, zertifizierten Zentren für Adipositaschirurgie und führt im Jahr 150 bis 200 entsprechende Eingriffe durch. Dafür wurde entsprechend belastbares Inventar, wie Rollstühle, Operationstische und Krankenhausbetten angeschafft.